# Colin Webster (Fußballspieler)
Colin Webster (* 17. Juli 1932 in Cardiff; † 1. März 2001 in Swansea) war ein walisischer Fußballspieler. Der Innenstürmer, der mit der walisischen Nationalmannschaft an der Weltmeisterschaft 1958 teilnahm, gewann als „Busby Babe“ mit Manchester United einmal den Meistertitel in England.

## Sportlicher Werdegang
Webster begann mit dem Fußballspielen im heimischen Cardiff. Bei Cardiff City kam er jedoch nicht über die Reservemannschaft hinaus, da er hauptberuflich als Mechaniker arbeitete. Dabei hatte er sich während seines Wehrdienstes als regelmäßiger Torschütze verdingt, als er bei der Armee 75 Saisontore erzielte.
1952 schloss sich Webster Manchester United in der First Division an, kam aber unter Trainer Matt Busby erst 1953 für den unpässlichen Johnny Berry zu seinem ersten Ligaeinsatz. Hatte er sich kurzzeitig in der Angriffsreihe etabliert, verdrängte ihn Tommy Taylor wieder von seinem Stammplatz. Dennoch brachte er es in der Spielzeit 1955/56 an der Seite von Duncan Edwards, Mark Jones, Dennis Viollet, Jackie Blanchflower, Bill Foulkes und David Pegg mit 15 Saisoneinsätzen auf genügend Saisonspiele, um die offizielle Meistermedaille zu erhalten. Bei der Titelverteidigung im folgenden Jahr waren seine fünf Spieleinsätze zu wenig. Dennoch wurde er im Mai 1957 erstmals in der walisischen Nationalmannschaft eingesetzt. Im Laufe der Spielzeit 1957/58 erneut integraler Bestandteil der Mannschaft von Manchester United, verhinderte eine Grippe seine Reise im Februar 1958 zum Europapokalspiel nach Belgrad, bei dessen Rückflug die Maschine am Münchener Flughafen verunglückte. Während die nach den Todesfällen vor allem mit Nachwuchsspielern bestückte Mannschaft in der Liga in der Tabelle abrutschte, erreichte sie dennoch das Endspiel um den FA Cup. Hatte Webster im Viertelfinalrückspiel gegen West Bromwich Albion den spielentscheidenden Treffer zum 1:0-Endstand erzielt, war er auch einer der elf Spieler im Finale gegen die Bolton Wanderers. Zwei Tore von Nat Lofthouse beendeten jedoch den Traum vom Titelgewinn.
Webster gehörte anschließend zum Kader der walisischen Nationalelf, obwohl er seit seinem Debüt kein weiteres Länderspiel bestritten hatte. In den ersten beiden Gruppenspielen kam er unter dem Busby-Vertreter bei Manchester United und gleichzeitig Nationaltrainer seienden Jimmy Murphy zu Einsätzen gegen Ungarn und Mexiko, verlor aber anschließend seinen Platz im Sturm. Nachdem sich die Mannschaft nach Toren von Ivor Allchurch und Terry Medwin über einen 2:1-Sieg gegen Ungarn für das Viertelfinale qualifiziert hatte, stand er dort für den verletzten John Charles wieder in der Anfangsformation. Bei der 0:1-Niederlage gegen Brasilien verpasste er einen Treffer und schied mit der Mannschaft aus dem Turnier aus.
Nach Websters Rückkehr nach Old Trafford sortierte Busby ihn aus, da er im Nachgang an das Flugunglück eine neue Mannschaft konzipieren wollte. Für 7.500 Pfund Sterling wechselte er zum im englischen Fußball antretenden Klub Swansea Town, für den er in den folgenden fünf Jahren in der zweitklassigen Second Division antrat. 1963 schloss er sich für 15 Monate dem AFC Newport County an und ließ anschließend seine Karriere im Non-League football ausklingen.
Nach seinem Karriereende war Webster im Gerüstbau tätig, ehe er seinen Lebensunterhalt als Parkwärter verdiente. Nachdem er zwei Jahre mit Lungenkrebs zu kämpfen hatte, erlag er im März 2001 der Krankheit.